# En brittisk skandal
En brittisk skandal (originaltitel: A Very British Scandal)  är en brittisk historisk dramaserie vars första säsong hade premiär på BBC One den 26 december 2021. Serien är skapad av Sarah Phelps som även skrivit seriens manus. Serien är baserad på verkliga händelser.

## Handling
Serien kretsar kring sexskandalen och skilsmässan år 1963 som utspelade sig mellan hertigen och hertiginnan av Argyll.

## Rollista (i urval)
- Claire Foy - Margaret Campbell
- Paul Bettany - Ian Campbell
- Julia Davis - Maureen Guinness
- Richard McCabe - George Whigham
- Sophia Myles - Louise Campbell
- Phoebe Nicholls - Helen Whigham
- Amanda Drew - Yvonne MacPherson
- Jonathan Aris - John Wheatley
- Oliver Chris - George Emslie